# ES64 P
A Siemens ES64 P egy prototípus villamosmozdony, az EuroSprinter mozdonycsalád első példánya.

## Története
A mozdonyt a Siemens-Krauss-Maffei gyártotta, a németországi München-Allach-ban, a spanyol RENFE 252 sorozat és a portugál CP 5600 sorozatú, valamint a korábbi generációs DB 120.1 sorozatú mozdonyok tapasztalatait felhasználva, bemutató mozdonyként a háromfázisú hajtás, a GTO-s áramirányítók, a korszerű vezérlés és a moduláris mozdonyépítési technológia demonstrálására. A mozdony gyári típusjele kezdetben ES01 volt, majd az ES64P1 illetve ES64P-001 számot kapta, a Deutsche Bahn-nál pedig a 127 001 számon dolgozott.
Első festése szándékosan feltűnő, magenta-ezüst színű, nagy EuroSprinter felirattal. Akkoriban a DB az új generációs mozdonyait univerzális mozdonyként képzelte el, sokáig a projektre "DB 121" sorozatjelzéssel hivatkoztak. Az ES-próbamozdony is ilyen tulajdonságokat vonultatott fel. Aztán a DB átalakulása (távolsági és regionális személyszállító, valamint teherszállító társaság) következtében ehelyett három különböző típusra kértek ajánlatot:
- 6 MW körüli teljesítményű, 200 km/h sebességű gyorsvonati,
- 4,2 MW körüli teljesítményű, 140 km/h sebességű könnyű és közepes tehervonati, valamint
- 6,4 MW teljesítményű nehéz tehervonati mozdonyra.

A konkurens cégek demonstrátorai a DB 120 004 és 005 pályaszámú gépek (ABB-Henschel, Eco2000 platform), valamint a 12X jelű mozdony (AEG) voltak.
A nagysebességű gyorsvonati - tehát a bemutató mozdonyhoz képest legkevesebb átalakítást igénylő megrendelést végül az ABB-Henschel (később ADtranz ma Bombardier) cég nyerte el (DB 101 sorozat), a Siemens a nehéz tehervonati gépre kapott megrendelést. A DB 152 sorozatjelet kapott mozdonyt az ES64P bázisán annak számos részelemét felhasználva, de feladatnak a DB egységesítési követelményeinek megfelelő módosításokkal készítette el.
Ez a mozdony tehát a Siemens gyártmányú modern háromfázisú mozdonyok, tehát a DB 152, ÖBB 1016/1116 (MÁV-GYSEV 1047, DB 182) és DB 189 sorozatok elődje. A külső eltérések egyrészt a DB követelményeinek (egységes homlokfal), másrészt a kisebb légellenállásra és olcsóbb gyártásra (ES64U2) való törekvésnek, valamint az erősített energiaelnyelő ütköző- és mellgerenda-kialakításnak köszönhetők.
A görög OSE 120 sorozatú (Hellas-Sprinter) mozdonyok közvetlenül ebből a mozdonyból lettek kifejlesztve.
2009-ig sárga-ezüst festésben a Dispolok flottába tartozik ES64P-001 pályaszámon, 2009 nyara óta szürke-lila-fehér festésben közlekedik.